# سلسلة سرفايفر (2007)
سلسلة سرفايفر هي أحد أحداث المصارعة المحترفة المدفوعة مقابل المشاهدة التي تنتجها المصارعة العالمية الترفيهية. حدث ذلك في 18 نوفمبر 2007، في أمريكان إيرلاينز أرينا في ميامي، فلوريدا. كانت سلسلة سرفايفر السنوية الـ 21 والمصارعين المميّزين من أقسام العلامات التجارية راو وسماكداون وأقسام العلامة التجارية ECW.
عرضت المباريات السبع في العرض مصارعين بارزين في المصارعة العالمية الترفيهية، الذين مثلوا قصص الامتياز داخل وخارج الحلبة. تميز الحدث الرئيسي بمصارعين سماكداون في مباراة جحيم في زنزانة، حيث كانت الحلقة محاطة بهيكل فولاذي مسقوف. في هذه المباراة، هزم بطل العالم للوزن الثقيل باتيستا أندرتيكر ليحتفظ بلقبه. في مباراة راو الرئيسية، هزم راندي أورتن شون مايكلز في مباراة فردية للاحتفاظ ببطولة دبليو دبليو إي، بينما في مباراة ECW الرئيسية، فاز بطل ECW سي إم بانك على جون موريسون وميز في مباراة ثلاثية التهديد للاحتفاظ باللقب. كانت مباراتان على البطاقة السفلية. كانت الأولى مباراة فردية، حيث هزم غريت كالي هورنسووجل. تميز الفريق الآخر بوجود Team Triple H (تربل إتش، وجيف هاردي، وري ميستيريو، وكين) بفوزه على فريق أوماجا (أوماجا، السيد كينيدي، مونتيل فانتيفيوس بورتر، ديفيد فينلي، وبيج دادي في) في لعبة بين العلامات التجارية خمسة على أربعة ناجي سلسلة مباراة فريق علامة القضاء.
ساعدت سلسلة سرفايفر المصارعة العالمية الترفيهية على زيادة إيرادات الدفع مقابل المشاهدة بمقدار 1.2 مليون دولار، من خلال مبيعات التذاكر وشراء الدفع مقابل المشاهدة. وقد تلقت مراجعات انتقادية مختلطة من قبل مصادر مستقلة مختلفة، بما في ذلك الكندي اون لاين اكسبلورر وبرو المصارعة الشعلة. بعد إصداره على قرص DVD، بلغ الحدث ذروته في المرتبة الخامسة على مخطط مبيعات الفيديو في بيلبورد، قبل أن يسقط عن الرسم البياني بعد عشرة أسابيع.

## إنتاج

### خلفية
سرفايفر سيريس عبارة عن وسيلة للتحايل تدفع مقابل كل عرض سنوي، يتم إنتاجها في شهر نوفمبر من كل عام بواسطة المصارعة العالمية الترفيهية منذ عام 1987. ثاني أطول حدث دفع لكل عرض في التاريخ (خلف المصارعة العالمية الترفيهية راسلمينيا)، وهو واحد من العروض الترويجية الأصلية الأربعة المدفوعة مقابل المشاهدة، إلى جانب ريسلمانيا ورويل رامبل وسمر سلام، والتي يطلق عليها اسم «الأربعة الكبار». يتميز الحدث تقليديًا بوجود مباريات سلسلة الناجين، وهي عبارة عن مباريات إقصائية للفريق والتي عادة ما تضع فرقًا من أربعة أو خمسة مصارعين ضد بعضهم البعض. كان حدث 2007 هو الحدث الحادي والعشرون في التسلسل الزمني لسلسلة سرفايفر وتميز المصارعين من العلامات التجارية راو وسماكداون وأقسام العلامة التجارية ECW.

### الوقائع المنظورة
كانت سلسلة سرفايفر تتويجًا للعديد من المؤامرات النصية وقصص. لمدة ثلاثة أشهر قبل الحدث، تم لعب العديد من مباريات المصارعة المحترفة والحبكات النصية على برمجة دبليو دبليو إي راو ودبليو دبليو إي سماكداون وإي سي دبليو على Sci Fi - لخلق نزاعات بين مختلف المصارعين، وتصويرهم كأبطال وأشرار.
السرد الرئيسي لسلسلة سرفايفر من سماكداون واصلت العلامة التجارية الأحداث التي تكشفت في راسلمينيا 23 حيث هزم أندرتيكر باتيستا في بطولة العالم للوزن الثقيل. على مدار عدة أشهر، قاتل المصارعان في مباريات مختلفة على العنوان، والتي تضمنت في النهاية إيدج. أصيب متعهّد دفن الموتى في إحدى هذه المباريات في حلقة 11 مايو من مواجهة عنيفة!، والتي فاز فيها إيدج باللقب بعد صرف عقده في نقود في البنك لهزيمة أندرتيكر. أثناء غياب متعهّد دفن الموتى، أصيب إيدج بجروح شرعية وأخلت البطولة، وفاز الخالي العظيم بالبطولة الشاغرة في معركة رويال. في Unforgiven، فاز باتيستا ببطولة العالم للوزن الثقيل من خليل، وعاد أندرتيكر من إصابته. بعد ذلك، تم استئناف الخلاف الأصلي بين المصارعين وبلغ ذروته في مباراة فردية على العنوان في الأحد السيبراني، فاز باتيستا بهذه المباراة واحتفظ بلقبه. في حلقة 2 نوفمبر من مواجهة عنيفة!، تم حجز مباراة العودة في مباراة الجحيم في الخلية في سلسلة سرفايفر.
استمر التنافس الرئيسي من العلامة التجارية راو في قصة امتدت من الأحد السيبراني، بين بطل بطولة دبليو دبليو إي راندي أورتن وشون مايكلز على لقب أورتن. في الأحد السيبراني، تم اختيار مايكلز من قبل مشجعي دبليو دبليو إي، من خلال التصويت عبر الإنترنت، لمواجهة أورتن من أجل اللقب، على الرغم من احتفاظ أورتن بلقبه عن طريق الاستبعاد. تمت ترقية مباراة العودة إلى سلسلة سرفايفر في إصدار 29 أكتوبر من راو، حيث سيواجه مايكلز أورتن للحصول على لقبه. بعد ذلك، قاتل مايكلز وأورتن في أنواع مختلفة من المباريات على مدار الأسابيع التي أدت إلى سلسلة سرفايفر. في حلقة الخام قبل سلسلة سرفايفر، التقى مايكلز وأورتن «وجها لوجه»، حيث هاجم أورتن مايكلز.
عرضت القصة الرئيسية لعلامة ECW التجارية بطل ECW سي إم بانك وجون موريسون وذا ميز. دار التنافس بين موريسون وبانك حول نتيجة مباراتهما في الانتقام: ليلة الأبطال، حيث هزم موريسون (المعروف آنذاك باسم جوني نيترو) بانك ليفوز باللقب الشاغر. سعى بونك إلى الانتقام، لكن موريسون هزم بونك في مباراتين في البطولة في العظيم الأمريكي باش وسمرسلام، ومع ذلك، فاز بونك باللقب من موريسون في 4 سبتمبر حلقة من ECW. في الأحد السيبراني، تم التصويت على ميز عبر الإنترنت من قبل المعجبين لتحدي بونك لبطولة ECW، على الرغم من هزيمة بونك لميز للاحتفاظ بلقبه. تم الإعلان عن مباراة ثلاثية التهديد لسلسلة سرفايفر في حلقة 13 نوفمبر من ECW، حيث سيدافع بونك عن لقبه ضد موريسون وميز، ويفوز المصارع الأول الذي يحصل على تثبيت أو تقديم بالمباراة واللقب.
في سرد يمتد إلى حلقة 10 سبتمبر من راو، حيث تم الإعلان عن هورنسووجل، وهو قزم، باعتباره الابن غير الشرعي لفينس ماكماهون. في هذه القصة، لم يعجب مكماهون بحقيقة أن هورنسووجلي كان ابنه، ونتيجة لذلك، روج للمباريات التي واجه فيها هورنسووجلي خصومًا أكبر بكثير. كجزء من هذه القصة، أعلن مكماهون أن كالي الغظيمة سيواجه هورنسووجلي في سلسلة سرفايفر. في مقطع ترويجي في الحلبة في حلقة مواجهة عنيفة! قبل حدث الدفع مقابل المشاهدة، كان كالي وهورنسووجلي يضعان ثقلهما في مباراتهما، حيث قام خليل بوزن ضعف وزن هورنسووجلي، كان هذا مقطعًا أنشأه مكماهون لإذلال ابنه. تضمن الحدث مباراة فريق علامة القضاء 5-on-5 سلسلة الناجين بين العلامات التجارية. أعلن عبر دبليو دبليو إي.com، الموقع الرسمي للمصارعة العالمية الترفيهية، فريق تربل إتش (تربل إتش، هاردي بويز (مات هاردي وجيف هاردي)، ري ميستيريو، وكين) سيواجه فريق أوماجا (أوماجا، مونتيل فانتيفيوس بورتر، ديفيد فينلي، بيج دادي الخامس، والسيد كينيدي).

## حدث

### المباريات التمهيدية
| أفراد آخرون على الشاشة | أفراد آخرون على الشاشة           |
| وظيفة:                 | اسم:                             |
| ---------------------- | -------------------------------- |
| المعلقون الإنجليزية    | مايكل كول (سماكدوون!)            |
| المعلقون الإنجليزية    | جون "برادشو" لايفيلد (سماكدوون!) |
| المعلقون الإنجليزية    | جيري لولر (راو)                  |
| المعلقون الإنجليزية    | جيم روس (راو)                    |
| المعلقون الإنجليزية    | جوي ستايلز (ECW)                 |
| المعلقون الإنجليزية    | تاز (ECW)                        |
| المعلقين الاسبان       | كارلوس كابريرا                   |
| المعلقين الاسبان       | هوغو سافينوفيتش                  |
| المحاورون              | تود جريشام                       |
| المحاورون              | اناستازيا روز                    |
| المذيعون الدائري       | ليليان جارسيا (راو)              |
| المذيعون الدائري       | جاستن روبرتس (سماك داون)         |
| المذيعون الدائري       | توني شيميل (ECW)                 |
| المراجع                | سكوت ارمسترونج (ECW)             |
| المراجع                | مايك تشيودا (راو)                |
| المراجع                | جون كون (راو)                    |
| المراجع                | مارتي الياس (راو)                |
| المراجع                | ميكي هينسون (سماك داون)          |
| المراجع                | جيم كورديراس (سماك داون!)        |
| المراجع                | تشاد باتون (راو)                 |
| المراجع                | تشارلز روبنسون (سماكداون!)       |

بدأ الدفع مقابل المشاهدة بمباراة بطولة ECW التهديد الثلاثي، حيث دافع سي إم بانك عن اللقب ضد جون موريسون وذا ميز. طوال المباراة، قام ميز وموريسون بتعاون مزدوج مع بانك، لكن ميز انقلب على موريسون من خلال مهاجمته. بعد أن طرد ميز موريسون من الحلبة، قام بانك بأداء فيلم اذهب إلى النوم للاحتفاظ باللقب.
كانت المباراة التالية المجدولة هي مباراة فريق دبليو دبليو إي ديفا بين العلامات التجارية، حيث واجه فريق كيلي كيلي وتوري ويلسون وميكي جيمس وماريا كانليس وميشيل مكول فيكتوريا وبيث فينيكس وميلينا بيريز وليلى إل وجيليان هول. كان لفريق فينيكس الأفضلية على فريق جيمس، حتى تم تسجيل جيمس في المباراة. قامت بتسليم حبل الغسيل وقبلة طويلة تصبحون على خير إلى ميلينا لكسب النصر لفريقها.
بعد ذلك كانت مباراة فريق العلامة لبطولة العالم للفرق الثنائية (دبليو دبليو إي)، حيث دافع البطلان، لانس كيد وتريفور مردوخ ضد المتشددين هولي وكودي رودز. في مرحلة ما، قام هولي بأداء خط غسيل على كيد، وأرسل كيد ونفسه إلى الصف الأول في الحلبة. في الحلبة، أدى مردوخ «آس البستوني» على رودس ليحتفظ ببطولة العالم للثنائي لفريقه.
كانت المباراة الرابعة هي مباراة فريق علامة القضاء على سلسلة سرفايفر المكونة من خمسة على أربعة لاعبين بين فريق تربل إتش (تربل إتش وجيف هاردي وري ميستيريو وكين) وفريق أوماجا (أوماجا، السيد كينيدي، مونتيل فانتيفيوس بورتر، ديفيد فينلي، وبيج دادي الخامس). قبل الحدث، أُعلن أن مات هاردي لن يتمكن من المنافسة في المباراة بسبب إصابة مكتوبة. كان كين أول مصارع يتم إقصاؤه بعد سقوط الكوع من قبل بيج دادي الخامس. قام أوماجا بعد ذلك بالقضاء على ميستيريو بعد "ساموا سبايك. أفضل لاعب تم تصفيته من قبل هاردي بعد تطور القدر. تم القضاء على كينيدي بواسطة تربل إتش بعد أن قام بيج دادي الخامس بطريق الخطأ بإسقاط الكوع على كينيدي. تم التخلص من بيج دادي الخامس بعد أن قام هاردي وتربل إتش بأداء DDT مزدوج. ثم تم القضاء على فينلي وأوماجا بعد "نسب" إلى فينلي، و"سوانتون" لأوماجا. نتيجة لذلك، فاز فريق تربل إتش.
واجه غريت كالي هورنسواغل في المباراة التالية المقررة. في مرحلة ما، حاول هورنسواغل ضرب كالي بشيللا، لكن كالي صفع هورنسووجل إلى البساط. انتهت المباراة بعدم الأهلية، بعد أن دخل فينلي، القائم بأعمال هورنسووجل الأصلي، الحلبة وضرب كالي في رأسه بشيللاغه ووجه فينلي وجهه.

### مباريات الحدث الرئيسي
كانت المباراة السادسة هي المباراة الرئيسية لراو، والتي دافع فيها راندي أورتن عن بطولة المصارعة العالمية الترفيهية ضد شون مايكلز. في المباراة، مُنع مايكلز من استخدام «موسيقي شين العذبه»، بينما لم يتمكن أورتن من استبعاده وإذا خالف أي من اللاعبين هذه الشروط لكانوا قد خسروا المباراة. حاول مايكلز تقديم حركات مختلفة، مثل القناص وكروس فيس وقفل الكاحل. في النهاية، حاول مايكلز أداء موسيقى الذقن الحلو ولكن لمنع نفسه من خسارة المباراة، توقف، مما سمح لأورتن بأداء RKO للاحتفاظ باللقب.
كان الحدث الرئيسي من سماكدوون هو المباراة النهائية للحدث، حيث دافع باتيستا عن بطولة العالم للوزن الثقيل ضد أندرتيكر جحيم في زنزانة. في مرحلة ما، أجرى باتيستا قنبلة باتيستا من خلال طاولة على أندرتيكر لشبه السقوط. ثم قام متعهّد دفن الموتى بأداء علامة بيل درايفرعلى باتيستا لقرب سقوط. قام متعهّد دفن الموتى بعد ذلك بأداء علامة مميزة بيلّر آخر أعلى الدرجات الفولاذية وربط باتيستا، ولكن بينما كان الحكم يحسب الدبوس، قام إيدج، مرتديًا زي المصور، بسحب الحكم من الحلبة، وضرب أندرتيكر بالكاميرا التي كان يحملها ثم وضع رأس متعهّد دفن الموتى فوق درجات الصلب. ثم صدم إدج كرسيًا قابلًا للطي على رأس متعهّد دفن الموتى. بينما عاد الحكم إلى الحلبة، قام إيدج بسحب باتيستا إلى أندرتيكر، ونتيجة لذلك، قام باتيستا بتثبيت أندرتيكر للاحتفاظ بلقب الوزن الثقيل العالم. بينما عاد الحكم إلى الحلبة، قام إدج بسحب باتيستا إلى أندرتيكر، ونتيجة لذلك، قام باتيستا بتثبيت أندرتيكر للاحتفاظ بلقب الوزن الثقيل العالم. بعد المباراة، عاد إيدج إلى الحلبة وضرب متعهّد دفن الموتى بكرسي بينما كان جالسًا.

## استقبال
عادةً ما تبلغ سعة امريكان ايرلاينز ارينا 19600، والتي تم تخفيضها لسلسلة سرفايفر بسبب أغراض الإنتاج. من بين 12000 و341000 عملية شراء للدفع مقابل المشاهدة، ساعدت سرفايفر سيريس دبليو دبليو إي على كسب 19.9 مليون دولار من عائدات الدفع مقابل المشاهدة مقابل 18.7 مليون دولار في العام السابق، تم تأكيد ذلك من قبل دبليو دبليو إي في تقريرها المالي للربع الرابع من عام 2007. على الرغم من أن سلسلة سرفايفر ساعدت أرباح دبليو دبليو إي، إلا أنها حصلت على 42000 عملية شراء أقل من سلسلة سرفايفر في العام الماضي.
بالإضافة إلى ذلك، تلقى الدفع مقابل المشاهدة آراء متباينة. ديل بلامر ونيك تايلووك من SLAM الكندي على الإنترنت المستكشف! الرياضة - صنفت المصارعة الحدث بأكمله 7.5 من 10 نقاط. كما صنفوا الحدث الرئيسي لراو وسماكدوون بـ 8 نقاط من أصل 10. صرح جي دي دن من 411 مانيا أن الحدث كان «أفضل المصارعة العالمية الترفيهية PPV منذ رد فعل عنيف.» ذكر ويد كيلر من برو المصارعة الشعلة، وهي نشرة إخبارية للمصارعة المحترفة تعمل منذ عام 1987، أن الحدث الرئيسي كان «مخيباً للآمال» وأن «المصارعة العالمية الترفيهية وضع توقعات عالية للغاية بالنسبة للخلية.» صنف الحدث الرئيسي في راو بـ 3 من أصل 5 نقاط، في حين صنف حدث سماكدوون الرئيسي 2.25 من 5 نقاط. تم إصدار سلسلة سرفايفر على قرص DVD في 26 ديسمبر 2007 بواسطة المصارعة العالمية الترفيهية فيديو منزلي، وتم توزيعها بواسطة منتجات Genius. ظهر قرص DVD لأول مرة على مخطط مبيعات الفيديو الخاص ببيلبورد في 19 يناير 2008 في المركز الخامس. أمضت تسعة أسابيع أخرى على الرسم البياني، قبل أن تسقط من المخطط في المرتبة 20.

## ما بعد الكارثة
بعد سلسلة سرفايفر، تمت كتابة نصوص راندي أورتن في نزاع مع كريس جيريكو، الذي عاد إلى المصارعة العالمية الترفيهية بعد توقف دام عامين. في الليلة التالية في راو، توج الخلاف المتطور إلى مباراة يتم الترويج لها من أجل الكارثة، الدفع مقابل المشاهدة في المصارعة العالمية الترفيهية لشهر ديسمبر. في هرمجدون، احتفظ أورتن بلقب المصارعة العالمية الترفيهية. بعد أن احتفظ باتيستا ببطولة العالم للوزن الثقيل، تمت كتابة كتاب إيدج في منافسة معه على لقبه. في النهاية، تم وضع أندرتيكر أيضًا في الخلاف، مما أدى إلى الإعلان عن مباراة التهديد الثلاثي في الكارثة للحصول على العنوان. في هرمجدون، فاز إيدج ببطولة العالم للوزن الثقيل. بسبب الأحداث التي وقعت في سلسلة سرفايفر، تم الإعلان عن مباراة بين فينلي وكالي الغظيمة لللكارثة. ساد فينلي في هرمجدون عن طريق تثبيت الخالي العظيم. بعد النجاة من مباراة فريق علامة الإقصاء، تمت ترقية تربل إتش وجيف هاردي إلى مباراة في الكارثة، حيث يفوز الفائز بفرصة التحدي في بطولة المصارعة العالمية الترفيهية. في هرمجدون، هزم هاردي تريبل إتش. نظرًا لأن بيث فينيكس وميكي جيمس كانا قائدين لفريقيهما في سلسلة سرفايفر، فقد نشأ عداء من هذا، والذي بلغ ذروته في مباراة في هرمجدون على بطولة المصارعة العالمية الترفيهية للسيدات في فينيكس. احتفظت فينيكس بلقبها في هرمجدون.

## النتائج
| رقم                                                 | النتائج                                             | الشروط                                              |                                                     |
| - (c) – تشير إلى البطل (الأبطال) عند بداية المباراة | - (c) – تشير إلى البطل (الأبطال) عند بداية المباراة | - (c) – تشير إلى البطل (الأبطال) عند بداية المباراة | - (c) – تشير إلى البطل (الأبطال) عند بداية المباراة |
| --------------------------------------------------- | --------------------------------------------------- | --------------------------------------------------- | --------------------------------------------------- |

### مباراة القضاء على سلسلة سرفايفر
| اقصاء | مصارع                | تم التخلص من قبل     | طريقة                | زمن                  |
| ----- | -------------------- | -------------------- | -------------------- | -------------------- |
| 1     | كين                  | الأب الكبير الخامس   | تثبيت                | 05:25                |
| 2     | ري ميستيريو          | اوماجا               | تثبيت                | 09:14                |
| 3     | أفضل لاعب            | جيف هاردي            | تثبيت                | 12:49                |
| 4     | السيد كينيدي         | تريبل إتش            | تثبيت                | 14:20                |
| 5     | الأب الكبير الخامس   | تريبل إتش            | تثبيت                | 15:24                |
| 6     | فينلي                | تريبل إتش            | تثبيت                | 21:14                |
| 7     | اوماجا               | جيف هاردي            | تثبيت                | 22:08                |
| !     | جيف هاردي وتريبل إتش | جيف هاردي وتريبل إتش | جيف هاردي وتريبل إتش | جيف هاردي وتريبل إتش |

## أفراد آخرون على الشاشة
| المعلقون - جيم روس (راو) - جيري "الملك" لولر (راو) - مايكل كول (سماك داون) - جون "برادشو" لايفيلد (سماك داون) - جوي ستايلز (ECW) - تاز (ECW) المحاورون - تود جريشام مذيع الدائري - ليليان جارسيا (خام) - جاستن روبرتس (سماك داون) - توني شيميل (ECW) | المراجع - جيمي كورديراس - سكوت ارمسترونج - مارتي الياس - تشاد باتون - تشارلز روبنسون - مايك شيودا - ميكي هينسون |

## روابط خارجية
- الموقع الرسمي لسلسلة سرفايفر 2007